# 3. deild
La 3. deild è il quarto e ultimo livello calcistico nelle Fær Øer. Essendo l'ultimo livello, non sono previste retrocessioni. Tuttavia saltuariamente vengono apportate modifiche al campionato a causa delle squadre che lo abbandonano o che si iscrivono in ritardo.

## Albo d'oro
- 2012:  KÍ Klaksvík-3
- 2013:  B36 Tórshavn-3
- 2014:  Royn Hvalba
- 2015:  07 Vestur-2
- 2016:  NSÍ Runavík-3
- 2017:  Undrið FF
- 2018:  KÍ Klaksvík-4
- 2019:  Royn Hvalba

## 3. deild 2020

### Gruppo A
- 07 Vestur II
- B36 III
- B68 III
- EB/Streymur IV
- FC Hoyvík II
- KÍ V

### Gruppo B
- EB/Streymur V
- FC Hoyvík III
- NSÍ IV
- KÍ VI
- Undrið II
- Víkingur IV

### Gruppo C
- B71 II
- EB/Streymur III
- KÍ IV
- NSÍ V
- Skála III
- ÍF II